# 9 км (Оренбургская область)
9 км — разъезд в Новосергиевском районе Оренбургской области. Входит в состав Барабановского сельсовета.

## География
Разъезд расположен к востоку от железнодорожной линии Самара — Оренбург, на расстоянии 14 км (по прямой) к северо-западу от посёлка Новосергиевка, административного центра района.

## Население
| 2010 |
| ---- |
| 32   |

### Национальный состав
Согласно результатам переписи 2002 года, в национальной структуре населения русские составляли 97 % из 38 чел.

## Улицы
В населённом пункте имеется одна улица: Железнодорожная. 